# Erethistes horai
Erethistes horai és una espècie de peix pertanyent a la família dels eretístids.

## Descripció
- Pot arribar a fer 8 cm de llargària màxima.[4][5]

## Hàbitat
És un peix d'aigua dolça, demersal i de clima tropical.

## Distribució geogràfica
Es troba a Àsia: el nord de Bengala a l'Índia.

## Observacions
És inofensiu per als humans.